# Opius circulator
Opius circulator är en stekelart som först beskrevs av Christian Gottfried Daniel Nees von Esenbeck 1834.  Opius circulator ingår i släktet Opius och familjen bracksteklar. Inga underarter finns listade i Catalogue of Life.